# Friedemann Vogel
Friedemann Vogel (Stoccarda, 1º agosto 1979) è un ballerino tedesco, étoile del Balletto di Stoccarda dal 2002.

## Biografia
Nato a Stoccarda, Fredemann Vogal ha studiato danza alla John Cranko Schule e poi alla Princess Grace Academy di Monte Carlo. Nel settembre 1998, dopo aver vinto il Prix de Lausanne, ha fatto il suo debutto nel corps de ballett del balletto di Stoccarda, di cui è diventato primo ballerino nel 2002. Nel corso della sua carriera ha danzato come étoile ospite con alcune della maggiori compagnie al mondo, tra cui il corpo di ballo del Teatro alla Scala, il Balletto Bol'šoj, l'English National Ballet e il Balletto Mariinskij.
Nel corso della sua carriera ha danzato molti dei grandi ruoli maschili del repertorio, tra cui il fauno ne Il pomeriggio di un fauno di Jerome Robbins, Apollo nell'Apollon musagète e Diamanti in Jewels di George Balanchine, Albrecht nella Giselle di Patrice Bart e Yvette Chauviré, Solar ne La Bayadère di Natalija Makarova, Colas ne La fille mal gardée di Frederick Ashton, James ne La Sylphide di Erik Bruhn e il poeta in quella di Michel Fokine, Rudolf nel Mayerling e Romeo nel Romeo e Giulietta di Kenneth MacMillan, Onegin e Linski nell'Onegin di John Cranko, Oberon in The Dream di Ashton e Désiré ne La bella addormentata di Marcia Haydee e Marius Petipa.